# Shepardtoon

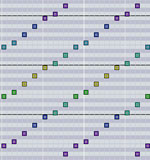
Illustratie shepardtoon

Een shepardtoon is een geluid bestaand uit een aantal gelijktijdige tonen, verdeeld over het hoorbare spectrum, precies een octaaf uit elkaar. Als de grondtoon van de samenklank opwaarts of neerwaarts beweegt, noemt men het ook de shepardtoonladder. Dit wekt een auditieve illusie van een toon die continu hoger of lager lijkt te worden, maar uiteindelijk helemaal niet hoger of lager wordt.
Dit kan geconstrueerd worden met een serie overlappende stijgende of dalende toonladders, vergelijkbaar met de visuele illusie penrose-trap, zoals in Eschers Klimmen en dalen, of met de helix op een kapperspaal. De shepardtoon is goed te beluisteren in de grondbassen in het basregister van de accordeon. Het is mogelijk hiermee een "eeuwig dalende" of "eeuwig stijgende" toonladder te spelen.
Het basispatroon is zichtbaar in de illustratie.
Het geluid is genoemd naar Roger Shepard.